# أبو مشعاب (مسلسل)
أبو مشعاب هو مسلسل كوميدي سعودي أنتج وعرض لأول مرة في عام 1992 م وهو من إخراج عامر الحمود.